# Anelaphinis deplanata
Anelaphinis deplanata är en skalbaggsart som beskrevs av Moser 1907. Anelaphinis deplanata ingår i släktet Anelaphinis och familjen Cetoniidae. Inga underarter finns listade i Catalogue of Life.